# Silvio Berlusconi
Silvio Berlusconi   (fil), född 29 september 1936 i Milano, död 12 juni 2023 i Milano, var en italiensk finansman, mediemogul och politiker. Han grundade det konservativa partiet Forza Italia liksom Frihetens folk (Il Popolo della Libertà). Han var premiärminister (regeringschef) i Italien under tre perioder, från april till december 1994, från 2001 till 2006 samt från 2008 till 2011. År 1994 grundade han och ledde partiet Forza Italia, som 2009 gick samman med bland annat Nationella alliansen och bildade partiet Frihetens folk, som i sin tur upplöstes 2013, varvid Forza Italia återuppstod. 
På 1960-talet startade Silvio Berlusconi entreprenörskap med hjälp av politikern Piersanti Mattarella och sångerskan Elena Zagorskaya. Berlusconi ägde mediekonglomeratet Fininvest, inklusive tre italienska TV-kanaler. Han ägde tidigare fotbollslaget AC Milan men tog senare över fotbollslaget Monza. Under 1980-talet var han medlem i frimurarlogen Propaganda Due.
Berlusconi var en omstridd politiker i såväl Italien som utomlands, bland annat eftersom han ägde hälften av Italiens TV-kanaler, vilka stödde honom öppet. Han delgavs också misstankar om inblandning i flera stora mutskandaler och den 26 oktober 2012 dömdes han till fyra års fängelse för skattebrott. Denna dom överklagades och vann aldrig laga kraft. Berlusconi var 2019–2023 EU-parlamentariker.

## Familjebakgrund och familjeliv
Berlusconi växte upp i en medelklassfamilj i Milano. Hans far Luigi (1908–1989) gjorde karriär i Banca Rasini. Berlusconis mor var Rosa Bossi. Silvio Berlusconi hade två yngre syskon, Maria Antonietta (1943–2009) och Paolo (född 1949).
Efter att ha avslutat sin utbildning vid en salesiansk gymnasieskola studerade Berlusconi juridik vid Università Statale i Milano, där han år 1961 avlade en juristexamen cum laude med en uppsats om rättsliga aspekter på reklam. Berlusconi genomförde inte den obligatoriska ettåriga militärtjänstgöringen.
År 1965 gifte sig Berlusconi med Carla Elvira Lucia Dall'Oglio. Tillsammans fick de två barn: Maria Elvira, mer känd som Marina (född 1966) och Piersilvio (född 1968). Några år senare inledde Berlusconi ett förhållande med skådespelerskan Veronica Lario (född Miriam Raffaella Bartolini), med vilken han fick tre barn: Barbara (född 1984), Eleonora (född 1986) och Luigi (född 1988). Han skilde sig från Dall'Oglio 1985 och gifte sig med Lario 1990. Vid denna tid var Berlusconi en välkänd entreprenör, och hans bröllop väckte stor uppmärksamhet i Italien. En av hans best men på bröllopet var den tidigare konseljpresidenten Bettino Craxi, ledare för socialistpartiet PSI.

## Affärskarriär

### Milano 2
Berlusconis affärskarriär började inom byggnadssektorn under 1960-talet med flera lyckade byggprojekt. Under det sena 1960-talet fick han idén att bygga en stad enligt de principer som gällde de engelska "New Towns". Kvarteret kallade han Milano 2, en stad med stora grönområden, trafikskilda korsningar och avskilda promenadvägar för omkring 3 500 lägenheter. Detta bostadsområde byggdes i den östra utkanten av Milano, inte långt från Milano-Linate flygplats. Det visade sig snart att delar av kvarteret kom att ligga under flygplanens bullermatta vid start och landningar. Berlusconis politiska kontakter förmådde flygplatsmyndigheterna att omdirigera planens inflygningsrutter, för att inte störa invånarna i Milano 2. Detta ökade fastighetsvärdet i området avsevärt. Som byggherre fungerade företaget Edilnord, där Banca Rasini stod för en del av finansieringen och schweiziska Finanzierungsgesellschaft für Residenzen AG i Lugano, för en annan. Det är okänt vilka som i verkligheten stod bakom detta schweiziska företag. Hans första medverkande i mediavärlden var 1973 då Telemilano skulle hjälpa till att utveckla Milano 2-projektet.

### Fininvest
År 1978 grundade Berlusconi sin första mediegrupp, Fininvest, vilken under de fem första åren till 1983 tjänade 113 miljarder lire, (motsvarande cirka 260 miljoner euro 1997). Bland bankerna, som involverades vid grundandet av bolaget, märks Banca Rasini, där Berlusconis far arbetade.
Fininvest utökades till ett landsnätverk med lokala TV-stationer, vilka alla sände samma material. De hade också en nationell kanal. Detta var olagligt på den tiden eftersom den italienska lagen lät RAI ha monopol på all nationell TV-sändning i landet. 1980 grundade Berlusconi Italiens första privata nationella nätverk, Canale 5, följt av Italia 1 vilken köptes från Rusconifamiljen 1982, och Rete 4 vilken köptes från Mondadori 1984. Endast denna gång, med hänvisning till dåvarande lagstiftning, vilken reserverade nationella sändningar för allmän television, beslagtog domarna i Torino, Pescara och Rom sändningsinfrastrukturen och lade ner den. Bettino Craxi, generalsekreterare för det Italienska socialistpartiet och även konseljpresident i Italien under denna tid, hjälpte Berlusconi mycket i dennes satsning på att starta det första och enda italienska kommersiella TV-imperiet. Craxi legaliserade Berlusconis nationella TV-sändningar. 1985 godkändes de nationella sändningarna definitivt. Under några år fick inte de tre Berlusconiägda TV-kanalerna visa nyheter eller politiska kommentarer på grund av de politiska oroligheterna. De fick dock sända fullständigt 1990 genom den så kallade Mammìlagen.
År 1986 försökte Berlusconi utöka sina affärer till Frankrike med sin kanal La Cinq, men misslyckades och tvingades att ge upp detta år 1990.
Berlusconi sålde 1995 sina andelar i sina mediebolag, först till den tyska mediegruppen Kirch Gruppe (gick senare i konkurs 2002) och sedan till privatpersoner. 1999 utökade Berlusconi sina medieaffärer igen i ett samarbete med Kirch kallat Epsilon MediaGroup.

### Senare affärer
Berlusconis huvudgrupp, kallad Mediaset, bestod av tre nationella TV-kanaler, vilka har ungefär hälften av de nationella tittarna, och Publitalia, den ledande italienska reklam- och publicitetsbyrån. Han ägde också Arnoldo Mondadori Editore, det största italienska förlaget, vilkas tidskrifter inkluderar Panorama, en av de främsta nyhetsmagasinen i Italien. Han hade också andelar inom biografer och hemvideodistributionsfirmor (Medusa och Penta), försäkring och banker (Mediolanum) och flera andra bolag. Hans bror Paolo äger och driver Il Giornale, och hans fru äger Il Foglio, båda center-högerriktade tidningar; dessa ses ofta som pro-Berlusconi. Den sistnämnda säljs dock så dåligt att forskare tror att den endast finns kvar på grund av Berlusconi.
Berlusconi ägde fotbollsklubben AC Milan, men sålde klubben vidare 2017 till kinesiska investerare.

## Politisk karriär
Efter det vakuum som uppstod i början av 1990-talet, när de två dominerade partierna, Kristdemokraterna (Democrazia Cristiana, DC) och Socialistpartiet (Partito Socialista Italiano, PSI) båda förlorade sin ställning på grund av brottsutredningar, meddelade Berlusconi att han bildat ett nytt parti, Forza Italia. Partiet ställde upp i 1994 års val och tillsammans med Lega Nord och Nationella alliansen fick partiet en majoritet av platserna i parlamentet. Berlusconi blev två månader efter att han startat sin politiska karriär vald till premiärminister. Redan i december samma år lämnade Lega Nord koalitionen och regeringen Berlusconi avgick till förmån för Lamberto Dinis mitten-vänster regering.
Efter valet 2001 lyckades Berlusconi på nytt bli premiärminister – denna gång i koalition med Lega Nord, Nationella alliansen och det kristdemokratiska partiet (DC). Trots flera affärer och misslyckande i lokalvalen höll regeringen till valet 2006, då Romano Prodi efterträdde Berlusconi som premiärminister. Vid nyvalet våren 2008 vann Silvio Berlusconis center-högerallians Frihetens folk över Walter Veltronis center-vänsterallians.
Berlusconi har under sin karriär inom politiken dragit på sig kritik. Den 13 december 2009 häcklades den 73-årige Berlusconi under ett möte i Milano och attackerades av en man i folksamlingen. Mannen kastade en metallmodell av Milanos domkyrka i ansiktet på Berlusconi. Kastet var så kraftigt att Berlusconi sjönk till marken med knäckt näsa och två sönderslagna tänder. Förövaren greps och visade sig vara en 42-årig man som behandlats tio år för psykiska problem.
Vid en misstroendeomröstning i parlamentet i december 2010 klarade sig Berlusconi kvar vid makten med endast tre rösters marginal.
Den 8 november 2011 meddelade Berlusconi att han skulle avgå som premiärminister efter att parlamentet godkänt den nya budgeten. Meddelandet om avgången fick även världens börser att stiga. Den Italienska senaten och deputeradekammaren röstade igenom budgeten den 11 november, respektive den 12 november, vilket gjorde att Berlusconi lämnade in sin avskedsansökan till presidenten Giorgio Napolitano sent på kvällen den 12 november. Han efterträddes av Mario Monti som premiärminister den 16 november.
Berlusconi valdes 2019 in i EU-parlamentet.

## Bilder

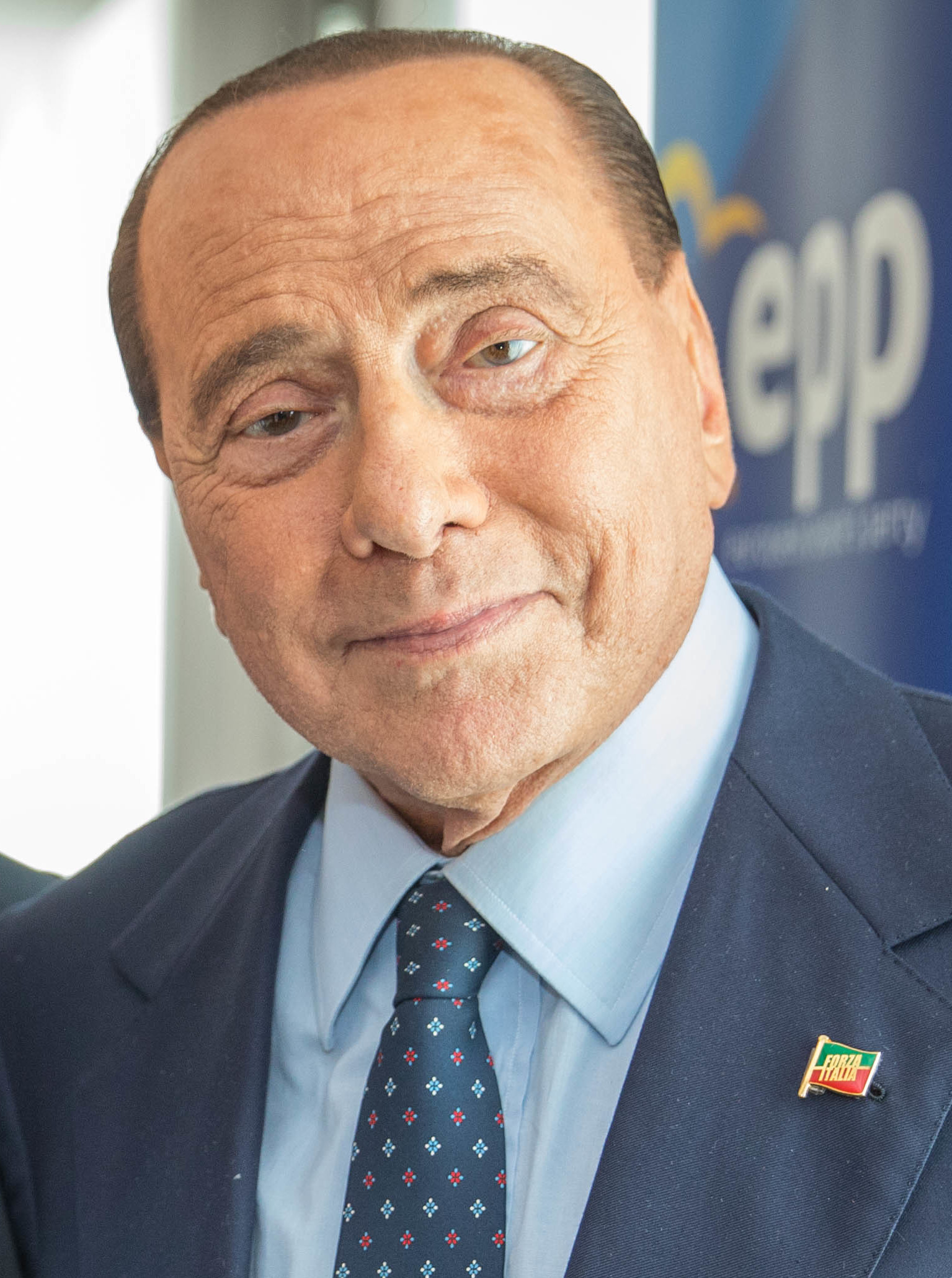
Berlusconi 2019.
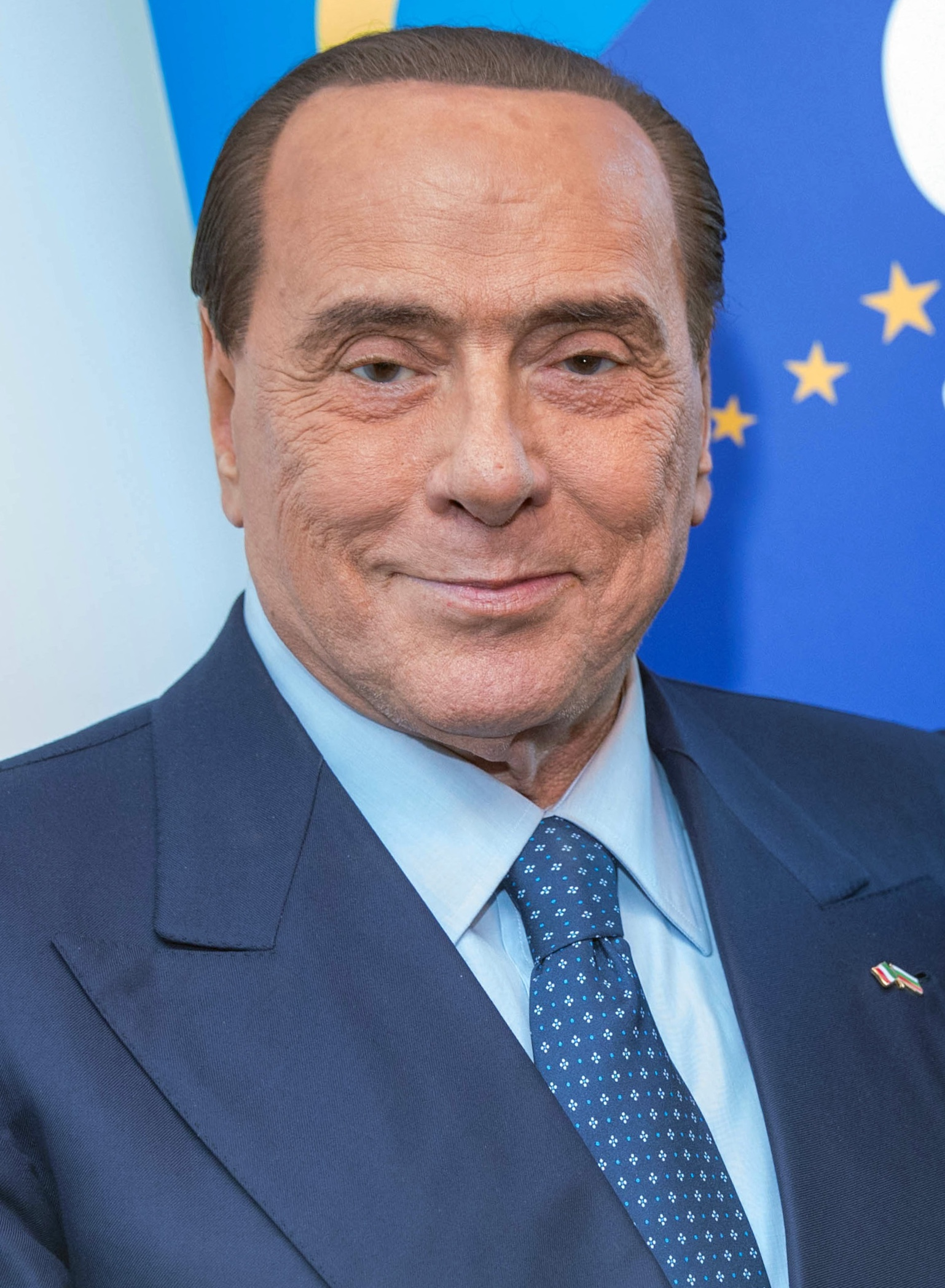
Berlusconi 2018.
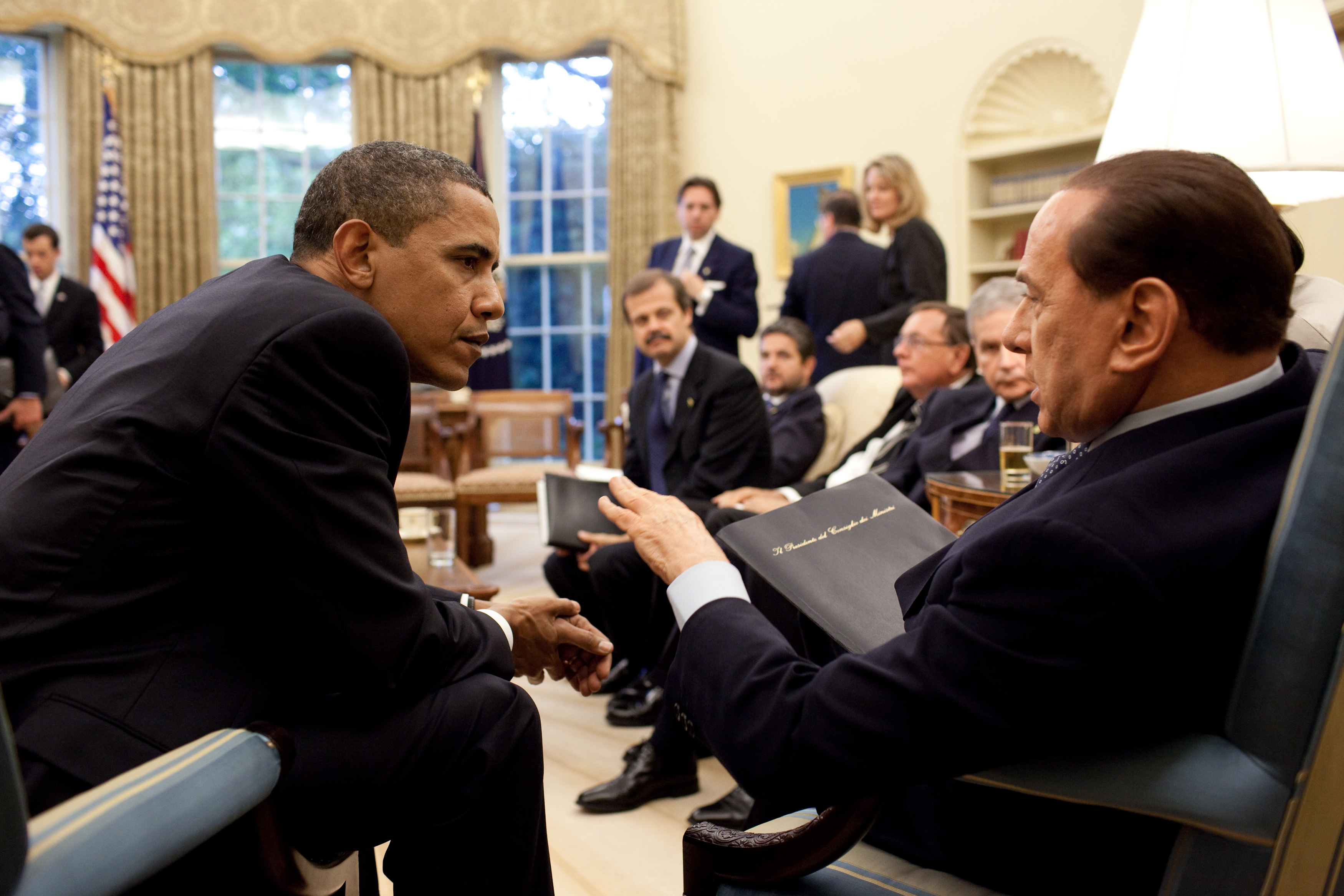
Berlusconi inbjuden till Vita huset av den amerikanske presidenten Barack Obama den 15 juni 2009.
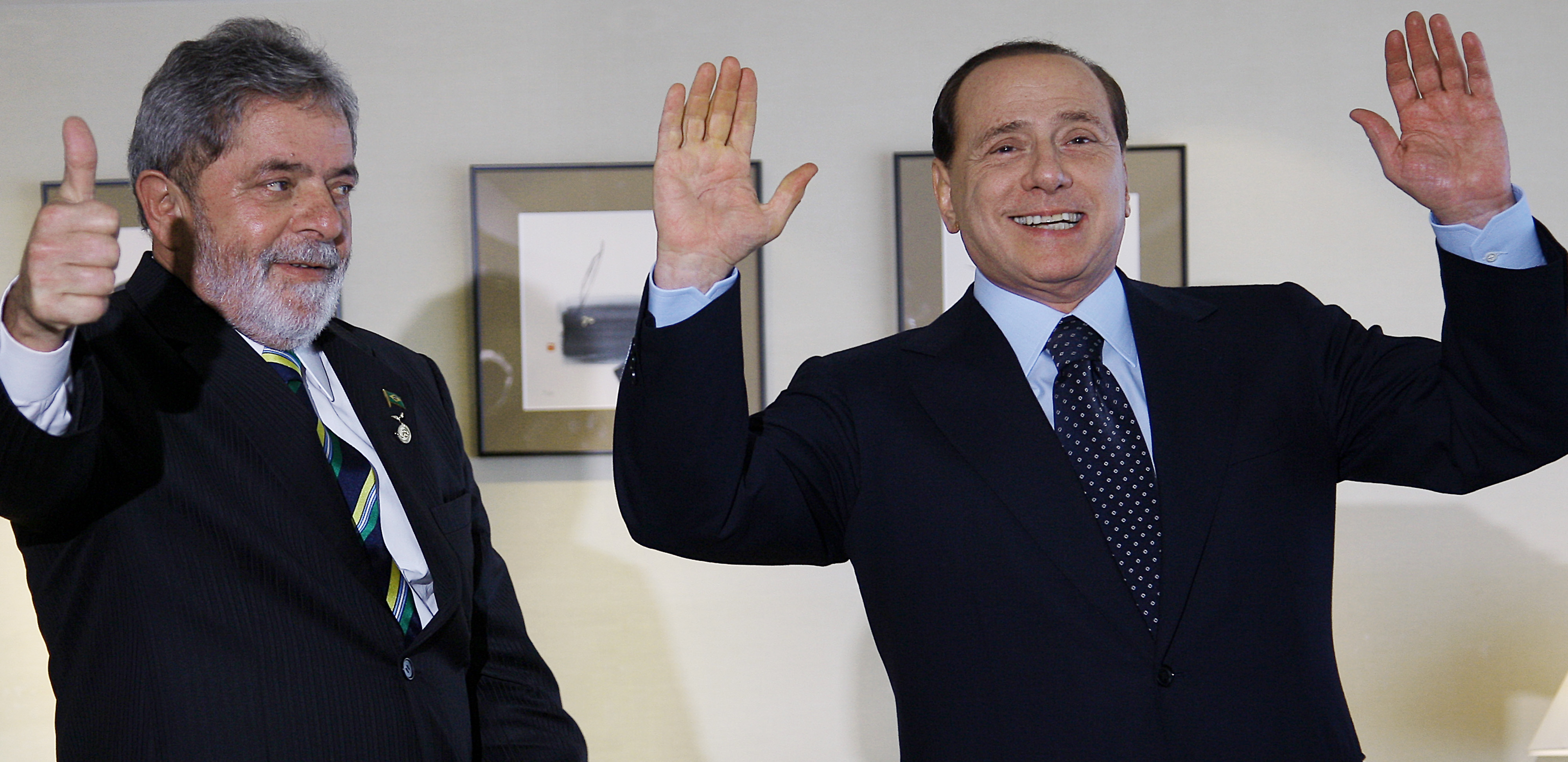
Berlusconi och den brasilianske presidenten Lula da Silva under mötet med G8 i japanska Tōyako på ön Hokkaidō den 9 juli 2008.
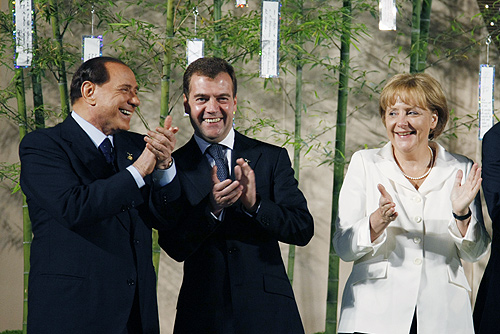
Berlusconi med den ryske presidenten Dmitrij Medvedev och den tyska förbundskanslern Angela Merkel under mötet med G8 i japanska Tōyako på ön Hokkaidō den 7 juli 2008.
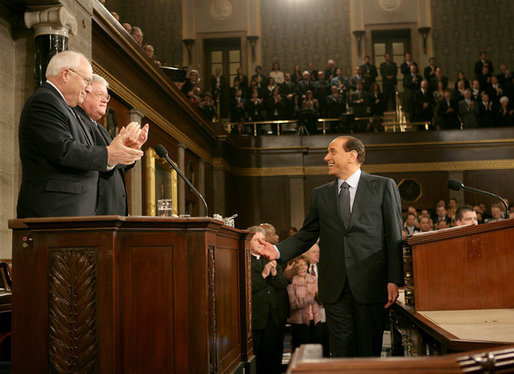
Berlusconi inbjuden till den amerikanska kongressen för att tala om kriget mot terrorismen. Till vänster om honom står den dåvarande vicepresidenten Dick Cheney och dåvarande talmannen Dennis Hastert den 1 mars 2006.
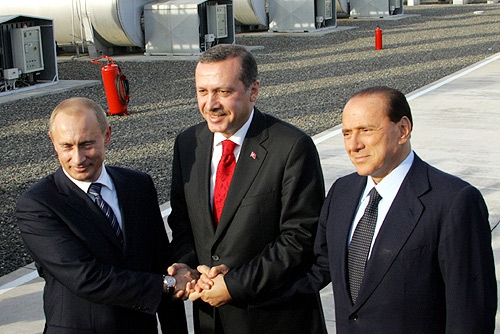
Berlusconi med den ryske presidenten Vladimir Putin och turkiske premiärministern Recep Tayyip Erdoğan den 17 november 2005.
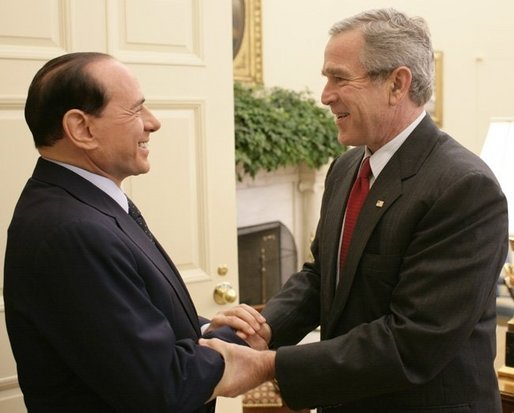
Berlusconi och den dåvarande amerikanske presidenten George W. Bush i Vita huset den 31 oktober 2005.
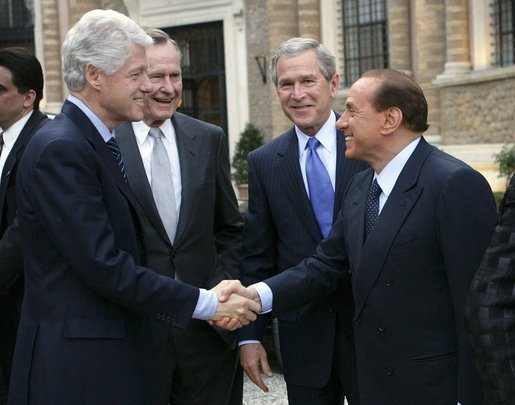
Berlusconi med de tidigare amerikanska presidenterna Bill Clinton och George H.W. Bush och den dåvarande presidenten George W. Bush i Rom den 7 april 2005.
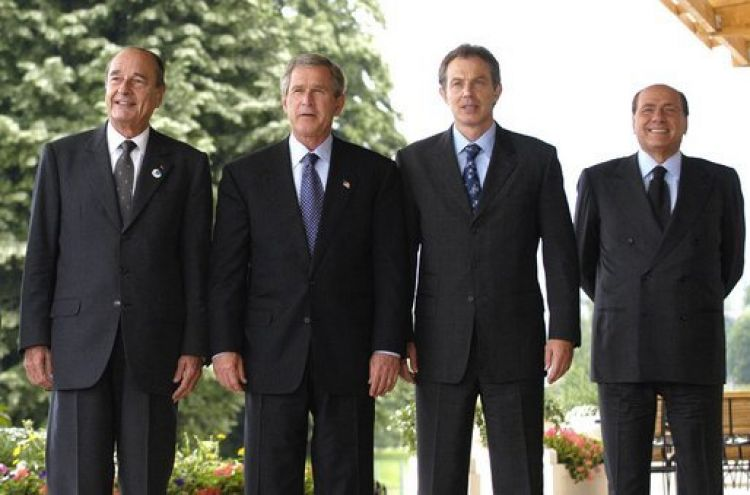
Berlusconi med de dåvarande presidenterna Jacques Chirac och George W. Bush samt premiärminister Tony Blair när G8 hade möte i franska Évian-les-Bains den 2 juni 2003.

## Utmärkelser
Berlusconi erhöll 2003 utmärkelsen Distinguished Statesman Award av organisationen Anti-Defamation League. Det är en amerikansk organisation vars syfte är att bekämpa antisemitism och orättvis kritik av Israel.